# Norton Utilities
Norton Utilities е антивирусен софтуер, предназначен за защита и поддръжка на операционни системи като Microsoft Windows® и Mac OS. Софтуерът за пръв път се появява през 1981 г. под името Norton Utilities for DOS. По-късно става част от американската компания Symantec, но името остава като марка за поредица софтуерни продукти за поддръжка и сигурност. Най-известните продукти са Norton AntiVirus, Norton Internet Security и Norton 360.